# Exposició Universal de Milà (2015)
|  | Per a altres significats, vegeu «Exposició Universal de Milà (1906)». |

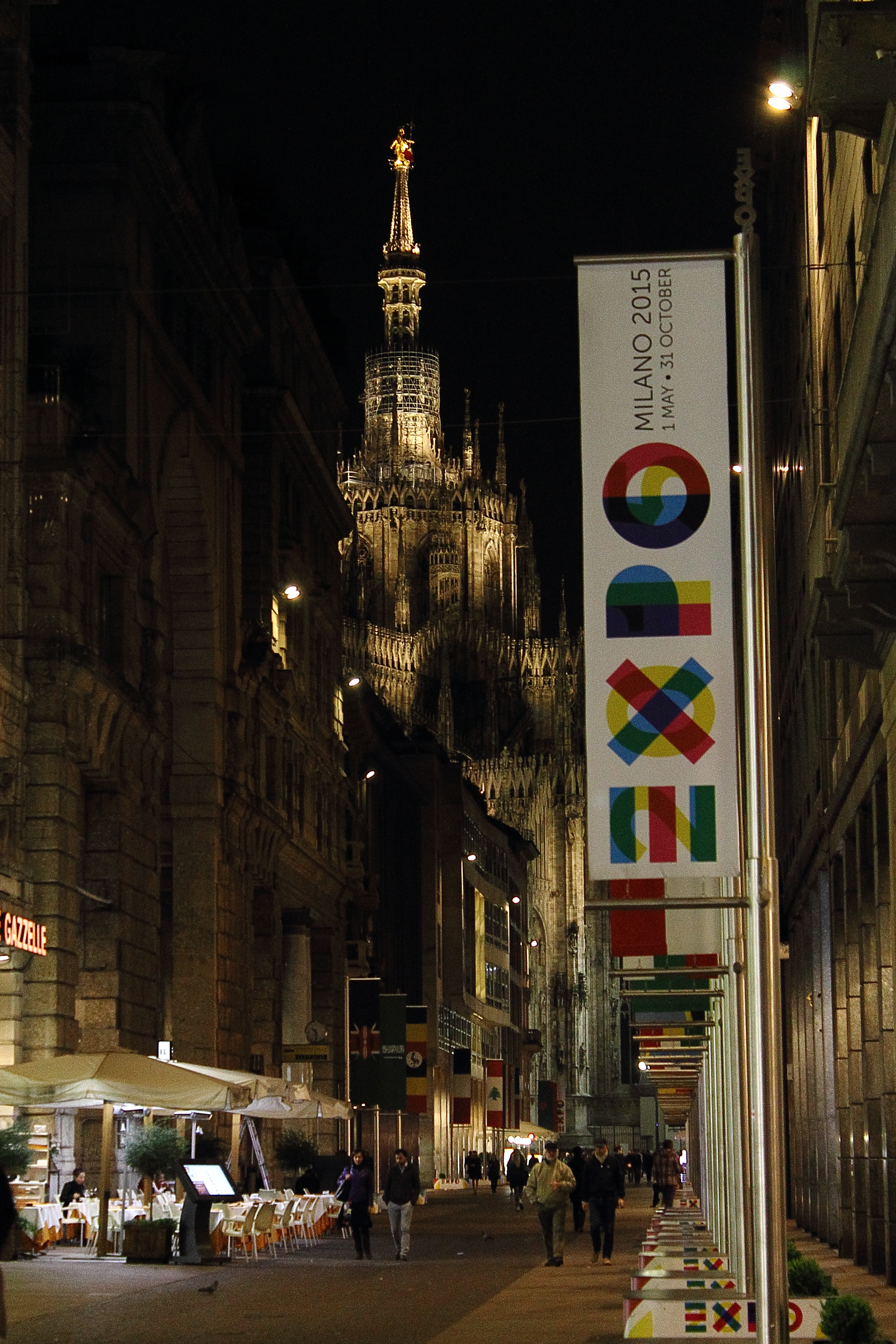
Logotip de l'Expo de Milà del 2015

L'Exposició Universal del 2015, també coneguda com a Expo 2015 (oficialment Expo Milano 2015), es va fer a la ciutat italiana de Milà (capital de la regió Llombardia). Administrada per l'empresa Expo 2015 SpA, que està supervisada pel Bureau International des Expositions. És la segona vegada que Milà acull una exposició internacional: l'anterior cop fou el 1906.
El tema triat el 2015 ha estat "Feeding the planet, engergy for life" (literalment en català "alimentant el planeta, energia per a la vida"). Es va inaugurar el dia 1 de maig del 2015 amb més de 250 països representats. El cost final de la implantació del projecte ha estat de l'ordre de 15.000 milions de dòlars.
Esmirna (Turquia) fou la ciutat candidata a acollir l'exposició, però finalment Itàlia es va emportar el vistiplau.
Atlanta, Las Vegas, Nova York i Moscou també volien participar-hi però finalment no van presentar projecte. Esmirna es presentava amb el tema "New Routes to a Better World", però finalment només va aconseguir 65 vots dels 86 que va obtenir Milà.